# 索维林
索维林是英国发行的一种黄金硬币，面值一英鎊。最早在1489年開始鑄造，至今仍持續有生產。

## 背景
英國史上曾經鑄造過名為「索维林」的金幣，於1489開始鑄造。當時重15.55g，直徑42mm。1604年終止生產。之後先後有名為Unite（1604）、Laurel（1619）、Broad（1656）、堅尼（1663）的金幣被鑄造，面值皆為1英鎊。
幾百年來，由於金價上漲，導致這些金幣的價值上升。1717年起堅尼金幣價值由20先令上升至21先令。這種情況直至1816年正式確立金本位為止。1817年開始鑄造價值20先令的金幣，並恢復索维林舊名，至此成為英鎊的本位幣。
马克思在《资本论》第一卷140页有如下论述“货币流通次数增加，流通的货币量就会减少，货币的流通次数减少，货币量就会增加。因为在平均流通速度一定时，能够执行流通手段只能的货币量是一定的，所以，例如只要把一定量磅的钞票投入流通，就可以从流通中取回等量的索维林，......”